# Pachylomalus musculus
Pachylomalus musculus är en skalbaggsart som först beskrevs av Sylvain Auguste de Marseul 1873.  Pachylomalus musculus ingår i släktet Pachylomalus och familjen stumpbaggar. Inga underarter finns listade i Catalogue of Life.